# Bagnet wz. 25
Bagnet karabinowy wz. 25 – bagnet polskiej konstrukcji. Uznawany jako bagnet eksperymentalny, ze względu na bardzo małą liczbę wyprodukowanych egzemplarzy. Przeznaczony dla karabinów Mauser wz.98 oraz Mosin wz.91/98/25. Bagnety wytworzyło w 1925 roku Towarzystwo Fabryk Motorów "PERKUN" w Warszawie. Bagnet najprawdopodobniej nie został zaakceptowany przez wojskowych, więc produkcja nie była kontynuowana. Ogólnie znany jest tylko jeden zachowany egzemplarz tego bagnetu, posiadający numer seryjny 2237. W roku 1933, zgodnie z Dziennikiem Rozkazów Nr 7/33 pkt. 101 wprowadzono nowe nazewnictwo bagnetu, które od tej pory określano jako wz.27. Zmiana dotyczyła także dwóch innych polskich bagnetów bez pierścienia jelca – wz. 22 oraz wz. 24. Pomimo małej liczby wyprodukowanych sztuk bagnet wz.25 znajdował się w uzbrojeniu Wojska Polskiego do roku 1939.

## Charakterystyka
Ogólnym wyglądem był podobny do bagnetu wz.22, jednak postanowiono dodać tak zwaną oporę okładzin, czyli osłonę przeciwogniową. Z kolei od bagnetu wz.24 różniła go smuklejsza głownia, która ponadto została odchudzona. Trzon rękojeści wykonany z polerowanej stali. Okładziny rękojeści wykonane z drewna bukowego, przytwierdzane do trzonu dwiema śrubami z nakrętkami. Jelec stalowy, polerowany – taki sam jak w bagnetach wz.22 i wz.24. Rękojeść zaopatrzona w osłonę przeciwogniową. Na głowicy wybite oznaczenie bagnetu: WZ.25. Głownia wykonana ze stali, polerowana, z progiem. Głownia jednosieczna z dwustronnym wklęsłym zbroczem. Pióro symetrycznie obosieczne. Sztych ułożony centralnie. Na progu tylnego płazu głowni umieszczano nazwę "PERKUN" oraz numer seryjny bagnetu, natomiast na progu przedniego płazu głowni wybijano orła w koronie, oraz umieszczone pod nim litery W.P..

### Pochwa
Pochwa stalowa zakończona gałką ochronną. Malowana na kolor khaki polski (najbliższym kolorem do polskiego khaki, według kodu Federal Standard 595B jest FS30097). Zaczep do żabki owalny.